# White Zombie (banda)
White Zombie fue una banda estadounidense de heavy metal, fundada en 1985 por el compositor Rob Zombie y la bajista Sean Yseult. Su origen tiene lugar en Nueva York como una banda de noise rock en la misma categoría de Sonic Youth. El nombre de la misma fue extraído de la película de 1932 protagonizada por Béla Lugosi.
White Zombie fue conocido por combinar poderosos riffs de guitarra (notable en la canción "Super-Charger Heaven") con líricas fuertemente influidas por películas de terror. Las canciones de la banda no hablaban de la vida real, sino de fantasías de horror sobrenaturales. La música de White Zombie está plagada de influencias y referencias al cine de serie B, a las películas de Roger Corman o Russ Meyer, a los cómics, a la ciencia ficción o a la cultura decadente estadounidense. Su auge a mediados de la década de 1990 coincidió con el de otros grupos con similares influencias, como Monster Magnet o Marilyn Manson.
El grupo oficialmente se separó en 1998. Ese mismo año Rob Zombie inició su carrera en solitario con el lanzamiento del álbum Hellbilly Deluxe.

## Historia

### Primeros años ySoul-Crusher
Rob Zombie y Sean Yseult se conocieron cuando estudiaban en la Escuela de Diseño Parsons. Siendo novios, se plantearon la idea de formar una banda. Sean, tocaba la farfisa en un grupo llamado LIFE, cuando conoció al guitarrista Paul "Ena" Kostabi, quien tenía un estudio que alquilaba a diferentes bandas. Sean, le pidió a Paul que le enseñara a tocar el bajo. Fue entonces cuando los tres músicos reclutaron a Peter Landau para tocar la batería.
El primer lanzamiento de White Zombie fue un EP titulado Gods on Voodoo Moon, grabado el 18 de octubre de 1985. Fue lanzado bajo el sello propio de la banda, llamado Silent Explosion, bajo el cual se lanzarían la mayoría de sus primeros trabajos. Solo produjeron 300 ejemplares, de los cuales solo 100 fueron vendidos -los miembros de la banda poseen los 200 restantes-.
En 1986, Rob contrató a Tim Jeffs para reemplazar a Kostabi y a Ivan de Prume como reemplazo de Landau. White Zombie lanzó su segundo EP, titulado Pig Heaven ese mismo año. El lanzamiento solo contenía dos canciones, "Pig Heaven" y "Slaughter the Grey", y mantuvo el mismo sonido que sus anteriores placas. Después de solo unos pocos conciertos, Jeffs fue despedido y reemplazado rápidamente por Tom Guay. La banda publicó una segunda edición de Pig Heaven, cuya única diferencia con la primera era la imagen de portada. Solo 500 ejemplares de cada edición fueron lanzados en vinilo.
En 1987, la banda publica su tercer EP, llamado Psycho-Head Blowout. Más tarde, ese mismo año, la banda lanza su primer álbum larga duración, titulado Soul-Crusher. Éste fue el primer lanzamiento en el que empezaron a incluir fragmentos de sonido de películas en las canciones, una costumbre que sería muy común en las producciones siguientes de White Zombie. El guitarrista John Ricci reemplazó a Tom Guay poco después del lanzamiento de Soul-Crusher.
En 1988, la banda firmó un contrato discográfico con Caroline Records, abandonando su antiguo sello independiente de manera permanentemente. Cerca de 1000 copias de los discos de vinilo fueron editados para el original y para el relanzamiento. Después del relanzamiento del álbum en 1988, White Zombie comenzó una gira fuera de su hogar al noreste, ganando un poco más de reconocimiento.

### Make Them Die Slowly
En 1989, la banda lanzó su segundo álbum de estudio, Make Them Die Slowly. El álbum fue un gran cambio musical para White Zombie. Mientras que sus lanzamientos anteriores se apegaron a un sonido que puede definirse como noise rock, influido por el punk, Make Them Die Slowly tenía un sonido más cercano al heavy metal. La banda afirmó que querían tocar más de aquello que los influyó y mantener un sonido sencillo. También es evidente que la voz de Rob se había hecho más grave y que ya no era un chillido de letras en un tono agudo. Lamentablemente, la falta de fondos y la mala calidad de producción causaron que muchas canciones destinadas para el álbum no fueran incluidas.

### Cambio de sonidoGod of Thunder
Cuando el síndrome del túnel carpiano de Ricci afectó gravemente su capacidad para tocar la guitarra, Jay Yuenger lo reemplazó, lo que los llevó a tomar una dirección más influida por el groove metal. Uno de los ejemplos más evidentes de esta dirección son las diferencias entre las canciones "Disaster Blaster" en Make Them Die Slowly y la nueva versión, "Disaster Blaster 2", en el EP God of Thunder. El EP tiene un sonido más orientado hacia el groove que difiere de todo lo que la banda había lanzado hasta entonces. El EP llamó la atención de Geffen Records, que les ofreció un contrato discográfico.

### La Sexorcisto: Devil Music, Vol. 1
El 17 de marzo de 1992, White Zombie publicó La Sexorcisto: Devil Music Vol. 1, el disco que les otorgó un reconocimiento masivo. La banda comenzó una gira de dos años y medio para promocionar el álbum apenas fue lanzado, durante la cual ganó muchos seguidores. A comienzos de esta gira, Ivan de Prume dejó la banda para perseguir sus propios intereses y fue reemplazado por Phil Buerstatte. En octubre de ese mismo año, Geffen Records publicó un álbum de remixes llamado Nightcrawlers: The KMFDM Remixes. El disco incluía versiones de las canciones Black Sunshine y Thunder Kiss '65 mezcladas por la banda alemana KMFDM. El vídeo de la canción "Thunder Kiss '65" obtuvo rotación en el canal MTV en 1993. El popular programa de televisión animado Beavis and Butt-Head también ayudó a incrementar la popularidad de la agrupación presentando fragmentos de vídeoclips de la banda. Para finales de 1993 el álbum fue certificado como disco de oro por la RIAA. Al finalizar la gira terminó en diciembre de 1994, Rob y Sean habían roto su relación sentimental y La Sexorcisto se hizo disco de platino. Debido a diferencias artísticas, Buerstatte abandonó la agrupación y John Tempesta, quien había trabajado previamente con Exodus y Testament, fue convocado para grabar el segundo álbum de White Zombie.

### Astro-Creep: 2000ySupersexy Swingin' Sounds
En 1995, el disco Astro-Creep: 2000 fue publicado, con el sencillo "More Human than Human" convirtiéndose en un gran éxito. En la grabación del disco participó el teclista Charlie Clouser, reconocido por su trabajo con bandas y artistas como Nine Inch Nails, Rammstein, Marilyn Manson y Killing Joke. El álbum fue producido por Terry Date (Deftones, Pantera, Soundgarden). En 1996, un álbum de remezclas fue lanzado bajo el título Supersexy Swingin' Sounds, conteniendo versiones remezcladas de canciones casi en su totalidad del álbum Astro-Creep: 2000, realizadas por artistas y bandas como el mencionado Charlie Clouser, The Dust Brothers y P.M. Dawn. La portada original del disco mostraba a una mujer desnuda sobre una hamaca. Las ediciones para K-Mart y Wal-Mart del mismo fueron censuradas, incluyendo a la misma mujer pero en traje de baño.

### Disolución
Después de contribuir con la grabación de una canción para la película de 1996 Beavis and Butt-Head Do America, titulada "Ratfinks, Suicide Tanks and Cannibal Girls", White Zombie se disolvió en 1998. Sean Yseult se unió a la banda de surf rock The Famous Monsters y empezó a tocar el bajo para la banda Rock City Morgue. También tocó el bajo brevemente con The Cramps.
John Tempesta continuó su relación musical con Rob Zombie después de la separación de White Zombie, tocando la batería para Zombie en sus dos primeros discos solistas, Hellbilly Deluxe y The Sinister Urge. Después de tocar con Zombie se unió a la banda Testament (como se puede ver en el DVD de la banda, Live in London). Tocó con Helmet hasta el 14 de febrero de 2006, fecha en que fue contratado como el nuevo baterista de la banda británica The Cult.

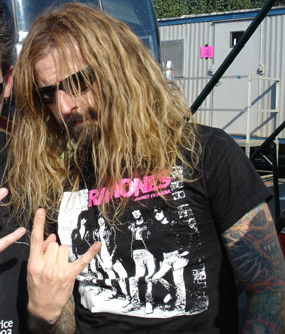
Rob Zombie en el año 2007.

Jay Yuenger produjo discos para la banda de stoner rock Fu Manchu y para la banda neoyorquina Puny Human. Actualmente según cuenta en su página oficial, se encuentra retirado de los escenarios y se dedica solamente a la producción discográfica.
En julio de 2006, los miembros originales Tom Five e Ivan de Prume se reunieron para tocar con la banda de Ivan, Healer, para dar varios conciertos en el sur de California en el marco de la gira Vans Warped Tour. Ivan continúa escribiendo y grabando música con Healer, así como grabando y produciendo para algunos proyectos.
En una entrevista con la revista Rolling Stone el 9 de septiembre de 2008, Rob Zombie confirmó que pronto estaría a la venta un box-set con material de la agrupación. Let Sleeping Corpses Lie salió a la venta el 25 de noviembre de 2008. Rob escribió en su cuenta de MySpace: "La mierda que hicimos al comienzo es una basura. No he escuchado algunas de estas canciones en más de veinte años. No se que demonios estábamos pensando". Todo está incluido en este estuche. Más de 4 horas y media de música, mas toneladas de vídeos nunca antes vistos. Son cinco discos en total".

### Años 2010 - actualidad
En diciembre de 2010 Yseult publicó "I'm in the Band", un libro conteniendo material sobre los once años en los que fue parte de White Zombie.
En junio de 2011, en una entrevista con la revista Metal Hammer, se le preguntó a Rob Zombie la razón de la disolución de White Zombie, a lo que respondió: "Todo tomó su curso natural. La fama es algo muy grande que nunca puedes planear, porque afecta a todos de manera distinta. No quiero culparme ni culpar a nadie en la banda — simplemente la banda no funcionó más. Era preferible culminar en un punto alto a continuar y hacer malos discos".
En mayo de 2013, el baterista Phil Buerstatte falleció. En una entrevista con Artisan News en 2015, Yseult aseguró que un box-set en vinilo de White Zombie sería publicado en 2016. El 16 de febrero de 2016, It Came From N.Y.C. fue confirmado para salir al mercado el 3 de junio de ese mismo año. El box-set contiene versiones re-mezlcadas de todo el material pre-Geffen Records (incluyendo canciones inéditas) en 5 LP y 3 CD, un libro a color de 108 páginas con notas e imágenes inéditas.
El 18 de mayo de 2016, la página oficial del festival Riot Fest confirmó que Rob Zombie tocaría el álbum Astro-Creep: 2000 en su totalidad en la fecha del fin de semana en Chicago. Este hecho generó cierta especulación, sumada a la reunión de la banda Misfits, de una posible reunión de White Zombie en el festival. En septiembre de 2016 se le consultó a Rob sobre esta posibilidad, respondiendo: "Siempre me sorprende la forma en la que la gente habla con autoridad de asuntos sobre los que no tiene la menor idea. Tengo muchas razones de peso. Solo porque no lo conozcas no significa que no existe. No todo en esta industria debe estar al alcance de todos." El guitarrista Jay Yuenger dijo, sin embargo, que él y la bajista Sean Yseult podrían hacer su gira de Astro Creep con una mayor cantidad de músicos originales.

## Estilo musical
White Zombie ha sido descrita como una banda de heavy metal, groove metal, metal alternativo, metal industrial, noise rock y noise metal. Siendo originalmente una banda de noise rock, White Zombie cambió su estilo con el paso del tiempo, abandonando el género noise rock.

## Músicos

### Última alineación

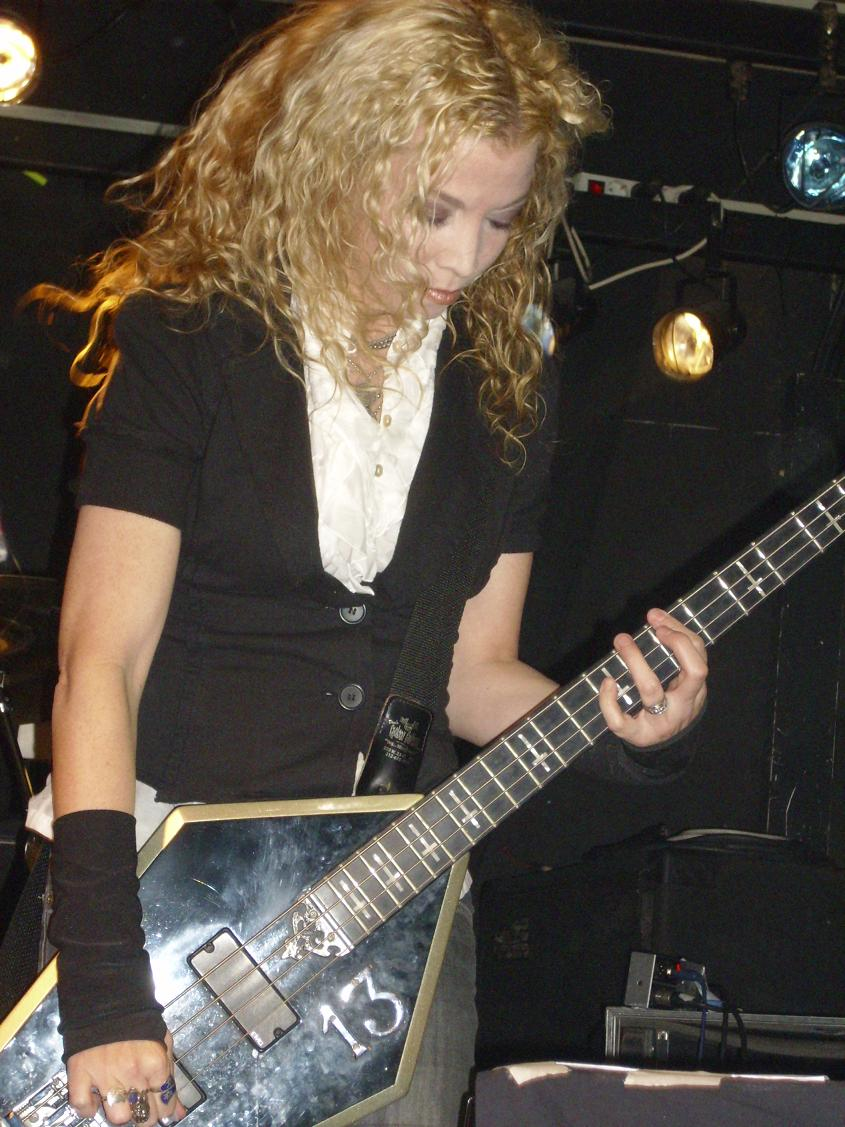
Sean Yseult en el año 2010.

- Rob Zombie (Robert Cummings) – voz (1985–1998)
- Sean Yseult – bajo (1985–1998)
- Jay Noel Yuenger – guitarra (1989–1998)
- John Tempesta – batería, percusión (1994–1998)

### Músicos anteriores
- Phil Buerstatte – batería (1992–1994; fallecido en 2013)
- Tom Five – guitarra (1986–1988)
- Tim Jeffs – guitarra (1986)
- Ena Kostabi – guitarra (1985–1986)
- Peter Landau – batería (1985–1986)
- Mark Poland – batería (touring) (1994)
- Ivan de Prume – batería (1986–1992)
- John Ricci – guitarra (1988–1989)

### Músicos adicionales
- Charlie Clouser – programación, teclados, mezclas (1995–1996)

## Discografía
- Soul-Crusher (1987)
- Make Them Die Slowly (1989)
- La Sexorcisto: Devil Music Vol. 1 (1992)
- Astro-Creep: 2000 – Songs of Love, Destruction and Other Synthetic Delusions of the Electric Head (1995)